# よき法律家は悪しき隣人
よき法律家は悪しき隣人（よきほうりつかはあしきりんじん）は、ベンジャミン・フランクリンによる言葉からの法諺。

## 概要
隣人との間でトラブルが起きた場合には、その隣人が法律家ならば法律について饒舌に語られて言いくるめられてしまったり、裁判を起こされて負けてしまったりするために、隣人とは法律家として有能であればあるほど危険性が増すということである。
『故事俗信ことわざ大辞典』での「良き法律家は悪しき隣人である」の項目では、優れた法律家というのは、何でもすぐに法律に訴えることから、隣人としては付き合いづらいということが書かれている。この言葉の意味としては、良き法律家よりも、法律に明るい人という形の方がふさわしい。
法律家というのは頭が固くて理屈っぽいというイメージを持たれていることから、このように言われるようになっている。法律の世界自体の親しみにくさがこのように示されているといえる。
夫婦での場合のように、法的なコミュニケーションを使わない方が良い場合もある。このような場合に良き法律家は悪しき隣人となるのである。整理された議論をする過程では相手の分野によって作法というものがあり、その作法のずれていることに気付かずに法的というところだけに執着をしたならば、逆に問題を抱えてしまうということになる場合もある。

## 由来
この法諺は、アメリカ独立宣言の起草委員であり、アメリカ合衆国建国の父の1人に数えられているベンジャミン・フランクリンによって残された言葉からであった。ベンジャミン・フランクリン自身が創刊して当時のベストセラーとなった『貧しきリチャードの暦』という年刊誌があり、これの1737年版でベンジャミン・フランクリンによって語られていた言葉であった。アメリカでは法律家というのはあまり愛されてはおらず、アメリカでは法律家を誹謗中傷するブラックジョークが多いために、このようなことも言われていたのであった。
石田喜久夫の著書によると、ルネサンスや宗教改革でキリスト教の権威が落ちて、代わって世俗の権威が台頭してきた。この頃に法律家は「カエサルの者はカエサルに」と唱えて世俗権力を擁護して、教皇の権威をないがしろにしていった。このことから「法律家は悪しきキリスト教徒」と言われるようになり、そして「よき法律家は悪しき隣人」という法諺になった。